# 卡尔·弗赖
卡尔·弗赖（德語：Karl Frei，1917年3月8日—2011年6月18日），生于雷根斯多夫，瑞士男子竞技体操运动员。他曾获得1948年夏季奥运会体操比赛男子吊环金牌和团体全能银牌。他于2011年在施利倫去世。